# Devil's Doorway
Devil's Doorway is een Amerikaanse western uit 1950 onder regie van Anthony Mann. Destijds werd de film in Nederland uitgebracht onder de titel De Duivelspas.

## Verhaal
Aan het eind van de Amerikaanse Burgeroorlog keert de indiaan Lance Poole terug naar de boerderij van zijn vader in Wyoming. Hij heeft veel decoraties ontvangen en hij wordt als een held ingehaald door de blanken. Door de komst van nieuwe kolonisten ontstaan er al vlug spanningen.

## Rolverdeling
| Acteur              | Personage           |
| ------------------- | ------------------- |
| Robert Taylor       | Lance Poole         |
| Louis Calhern       | Verne Coolan        |
| Paula Raymond       | Orrie Masters       |
| Marshall Thompson   | Rod MacDougall      |
| James Mitchell      | Red Rock            |
| Edgar Buchanan      | Zeke Carmody        |
| Rhys Williams       | Scotty MacDougall   |
| Spring Byington     | Mevrouw Masters     |
| James Millican      | Ike Stapleton       |
| Bruce Cowling       | Luitenant Grimes    |
| Fritz Leiber        | Mijnheer Poole      |
| Harry Antrim        | Dr. C.O. MacQuillan |
| Chief John Big Tree | Thundercloud        |